# TVP3 Kraków

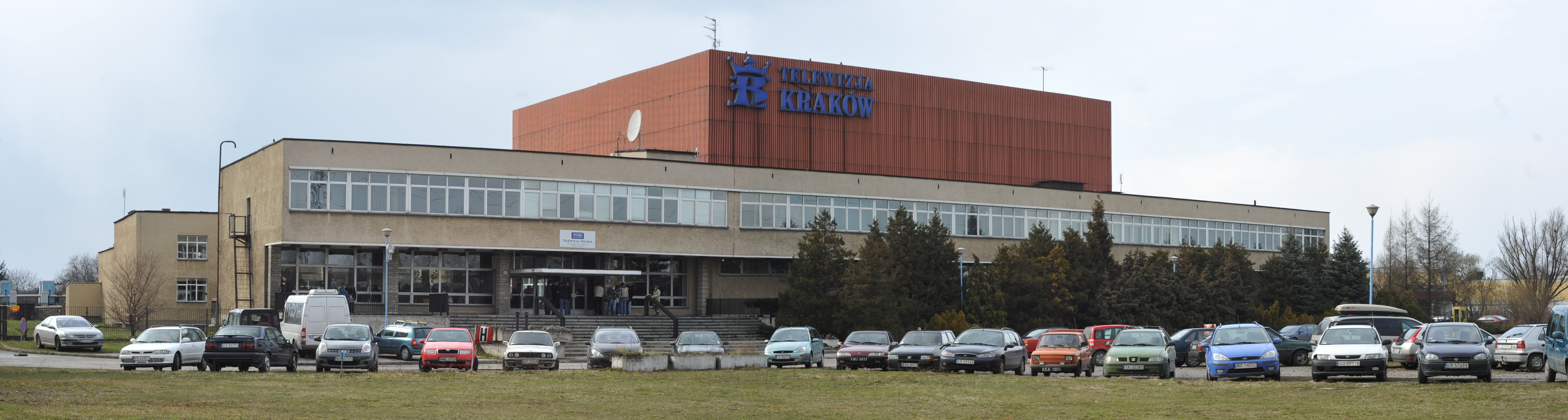
Studio widowisk artystycznych S-3 w Łęgu

TVP3 Kraków (Telewizja Polska SA Oddział w Krakowie, zwyczajowo Telewizja Kraków, dawniej TVP Kraków) – oddział terenowy Telewizji Polskiej obejmujący zasięgiem województwo małopolskie z siedzibą główną w Krakowie oraz redakcjami terenowymi w Tarnowie, Zakopanem, Nowym Sączu, Oświęcimiu. Sztandarowym programem TVP3 Kraków jest serwis informacyjny Kronika.
Kanał TVP3 Kraków nadawany jest bezpłatnie w ramach ogólnopolskiego trzeciego multipleksu naziemnej telewizji cyfrowej (MUX 3). Dostępny jest również w sieciach kablowych oraz bezpłatnie w Internecie dzięki stronie internetowej TVP Stream i aplikacji TVP GO.

## Kalendarium
- 5 czerwca 1961 – uruchomiono krakowski oddział Telewizji Polskiej. Pierwsza lokalizacja krakowskiego ośrodka regionalnego mieściła się w siedzibie Polskiego Radia Kraków przy ulicy Zygmunta Wróblewskiego 6 w Krakowie (tam znajdowały się montażownia, administracja i biuro szefa OTV) oraz w pałacu Tarnowskich przy ulicy Szlak 71 (urządzenia nadawcze)[1][3][4].
- 22 grudnia 1962 – otwarto krakowskie Radiowo-Telewizyjne Centrum Nadawcze na podwielickiej Chorągwicy. Przed uruchomieniem krakowskiego Ośrodka krakowianie mogli oglądać program telewizyjny z Katowic przez stację retransmisyjną małej mocy (przemiennik) zainstalowany na Kopcu Kościuszki[4].
- 16 września 1966 – rozpoczęcie regularnej emisji programu informacyjnego Kronika[4].
- 23 października 1968 – uroczyście otwarto nową siedzibę krakowskiej telewizji na wzgórzu Krzemionki, która powstała dzięki funduszom Społecznego Komitetu Budowy Telewizji w Krakowie. Otwarcia nowej siedziby, w asyście tysięcy krakowian, dokonał premier Józef Cyrankiewicz i minister kultury Lucjan Motyka. Realizacja programów odbywa się w dwóch studiach: S-1 (300 m²) oraz S-2 (600 m²), które wielokrotnie podlegały modernizacji[4].
- Na początku lat siedemdziesiątych w Krakowie pojawił się telerecording. Spektakle realizowane w studiu były rejestrowane przez system łączy na magnetowidach w ośrodku katowickim[4].
- 1977 – przebudowano duże studio na Krzemionkach, przystosowując je do odbioru telewizji kolorowej. Pierwszym widowiskiem zarejestrowanym w kolorze była Ostatnia noc Zdzisława Skowrońskiego w reżyserii Józefa Słotwińskiego[4].
- 1982 – powstała redakcja terenowa w Zakopanem[5].
- grudzień 1982 – powstała redakcja terenowa w Tarnowie[5].
- 30 maja 1991 – uruchomiono studio widowisk artystycznych S-3 w Łęgu, jedno z największych studiów telewizyjnych w Polsce o imponującej powierzchni 1000 m². i znacznej wysokości 10 m, gdzie realizowane są duże widowiska z udziałem publiczności[4].
- 31 grudnia 1993 o godz. 12:00 – Telewizja Kraków rozpoczyna emisję własnego całodziennego programu lokalnego na kanale 50 w paśmie UHF. Dotąd nadawała na nim włoska telewizja Rai Uno, która przeniosła się na kanał 35. Otwarcia stacji (połączonego z prezentacją jeh pierwszej ramówki) dokonali jej prezenterzy Magdalena Drohomirecka i Jan Gabrukiewicz. Pierwszym nadanym programem była transmisja Hejnału mariackiego (z wieży kościoła archiprezbiterialnego Wniebowzięcia Najświętszej Marii Panny w Krakowie), który to po raz pierwszy w historii został odegrany przez kobietę – Joannę Kulę[6][7].
- 5 września 1994 – Telewizja Kraków wraz z pozostałymi ośrodkami TVP rozpoczął emisję codziennego, początkowo prawie czterogodzinnego bloku wspólnych pasm programowo-reklamowych o charakterze ogólnopolskim pod nazwą TVP Regionalna[8].
- W drugiej połowie lat dziewięćdziesiątych włączono nadajniki analogowe w Dobrej k. Limanowej i w Zakopanem[9][10].
- luty 1997 – uruchomiono redakcję terenową w Nowym Sączu[5].
- 2001 – zaprojektowano stronę internetową krakow.tvp.pl przez pracowników stacji Pawła Kudronia i Przemysława Trębacza. Początkowo publikowano wyłącznie materiały tekstowe z informacjami z Małopolski i zdjęciami, potem pojawiły się materiały filmowe (z Kroniki), a stopniowo – także inne, dostępne w systemie streamingu[4].
- 28 lutego 2001 – powołanie Świętokrzyskiego Ośrodka Regionalnego TVP SA w Kielcach, podlegającego bezpośrednio Oddziałowi Terenowemu w Krakowie. Ośrodek usamodzielnił się 1 stycznia 2005 roku[11].
- 3 marca 2002 – krakowski oddział zaczyna nadawać w ramach stacji informacyjno-regionalnej TVP3 jako TVP3 Kraków[12][13].
- 7 marca 2003 – zmiana logo i oprawy graficznej tak jak w pozostałych programach Telewizji Polskiej[14].
- 2004 – uruchomienie nadajnika analogowego w Racławicach[15].
- 1 stycznia 2005 – województwo świętokrzyskie zostało przejęte przez nowo powstały oddział terenowy TVP SA w Kielcach[16].
- 6 października 2007 – krakowski program zmienia nazwę na TVP Kraków i zaczyna nadawać w ramach pasm lokalnych TVP Info[17].
- 29 września 2008 – uruchomienie nowego nadajnika analogowego z obiektu RTCN Kosztowy o mocy 10 kW na kanale 42[18].
- 11 września 2009 – oficjalnie otwarto nową redakcję terenową w Oświęcimiu, która swoim zasięgiem obejmuje powiaty: oświęcimski, chrzanowski, wadowicki i olkuski[19].
- 19 listopada 2009 – oficjalnie otwarto nową siedzibę redakcji TVP Kraków w Tarnowie przy ul. Rynek 9[20].
- 30 grudnia 2010 o godz. 16:00 – program lokalny TVP Kraków ostatni raz był retransmitowany na antenie Dwójki[21].
- 30 sierpnia 2011 – 1 września 2013 – program TVP Kraków został dodany do MUX 3, jako druga wersja regionalna TVP Info, z nadajników TON Częstochowa/Błeszno (do 1 czerwca 2012 roku) i RTCN Katowice/Kosztowy[22].
- 11 października 2011 – uruchomienie przekazu TVP Kraków w MUX 3 z RTCN Chorągwicy. Tego samego dnia rozpoczęto nadawanie w formacie 16:9[23].
- 1 czerwca 2012 – 1 września 2013 – program TVP Kraków został dodany do MUX 3, jako druga wersja regionalna TVP Info, z nadajnika SLR Kielce/Targowa[24].
- 25 lutego 2013 – krakowski program regionalny można oglądać bezpłatnie w Internecie dzięki stronie internetowej i aplikacji TVP Stream[2].
- 22-23 kwietnia i 20 maja 2013 – wyłączono nadajniki analogowe ośrodka, przy jednoczesnym włączaniu nadajników cyfrowych MUX 3.
- 1 września 2013 – TVP Kraków nadaje programy w ramach nowego kanału TVP Regionalna[25][26].
- 9 czerwca 2014 – uruchomiono nadajnik MUX 3 z obiektu RTCN Kosztowy dla zachodniej Małopolski[27].
- 7 października 2014 – uruchomiono nadajnik MUX 3 w Gorlicach i Stryszawie[28].
- 31 października 2014 – uruchomiono nadajnik MUX 3 w Wolbromie[29].
- 2 stycznia 2016 – powrócono do dawnej nazwy TVP3 Kraków, jednocześnie wydłużyła się emisja programu regionalnego[30][31].
- 19 lipca 2016 – przeniesienie Kroniki, a także jej programów bocznych i publicystyki z newsroomu do nowoczesnego studia[32].
- 27-31 lipca 2016 – wyemitowanie trwającego 17 godzin dziennie (od 7:00 do 23:15, z czego półtorej godziny dziennie także z poziomu pasma wspólnego) w ramach programu specjalnego z okazji Światowych Dni Młodzieży 2016 w Krakowie[33][34].
- 3 czerwca 2020 – przeniesienie pracujących w północnej części Małopolski nadajników z kanałów 50 oraz 58 na kanał 22 połączone z uruchomieniem nowych nadajników[35]. W Krakowie kanał zwolniono po 31 latach – uruchomiono go 1 lipca 1989 roku. Od tej daty (oficjalnie od 12 lipca zaś wcześniej testowo) użytkowała go włoska telewizja Rai Uno a następnie przez 27 lat (od 31 grudnia 1993 roku) krakowski ośrodek regionalny telewizji publicznej[36].
- 14 lutego 2022 – TVP3 Kraków można oglądać bezpłatnie dzięki aplikacji TVP GO dostępnej na systemach iOS i Android[37].
- 23 maja 2022 – ze względu na zmianę standardu nadawania na DVB-T2/HEVC (nie dotyczyło to MUX 3 i MUX 8) zwiększono moc emisji z dotychczasowych nadajników[38].
- 19 grudnia 2023 – rozpoczęcie emisji TVP3 Kraków w jakości HD[39].

## Nadajniki TVP3 Kraków

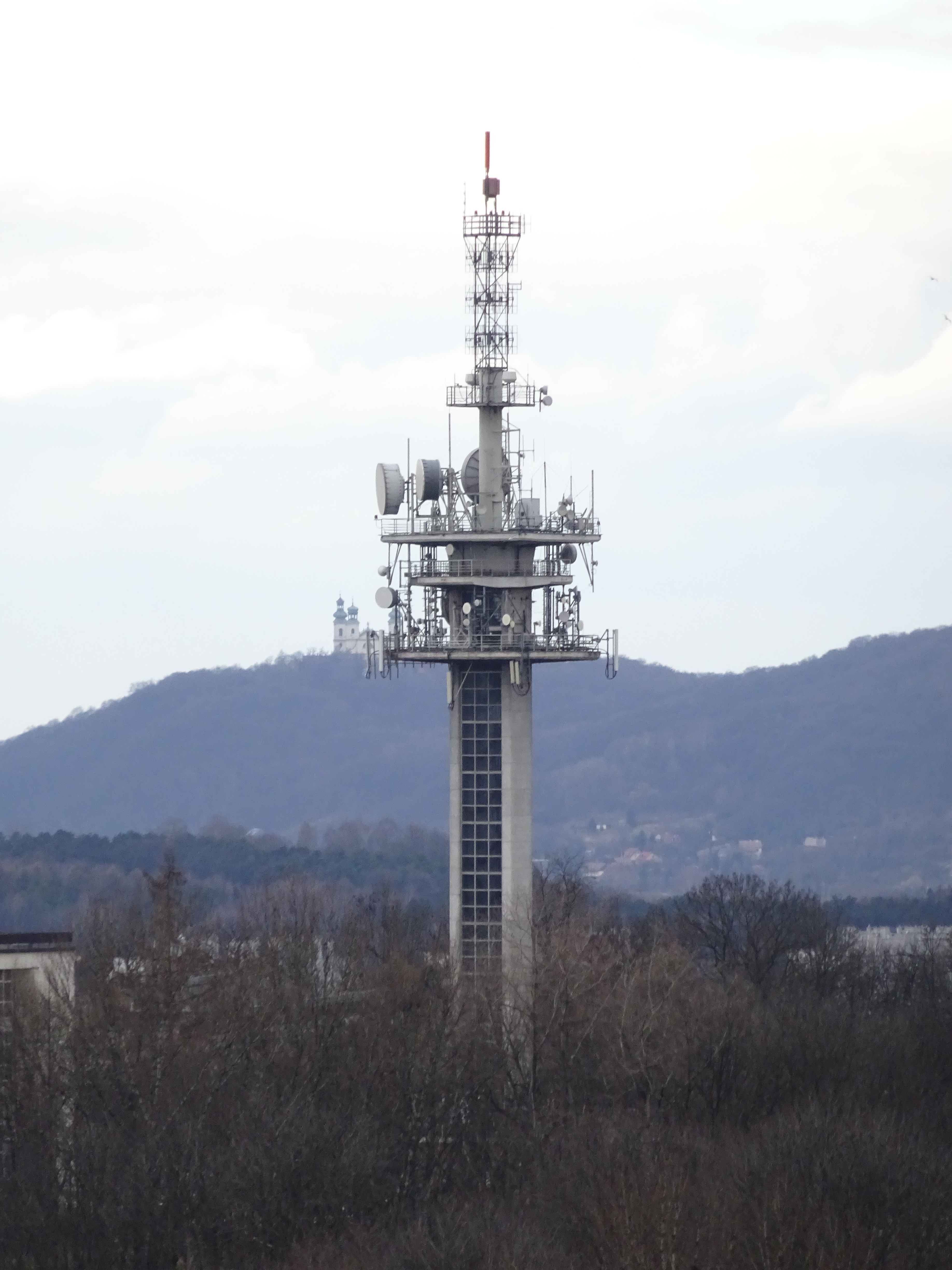
Wieża Telewizyjna przy ul. Krzemionki

### Obszary nadawania
- od 4 kwietnia 1961 do 31 maja 1975 – województwa: krakowskie i rzeszowskie
- od 1 czerwca 1975 do 11 stycznia 1985 – województwa: krakowskie, tarnowskie, nowosądeckie, kieleckie (po 1981 roku[40]), radomskie (po 1981 roku[40]), zamojskie, tarnobrzeskie, krośnieńskie, rzeszowskie i przemyskie
- od 12 stycznia 1985 do 18 października 1990 – to samo, tyle że województwa: zamojskie i tarnobrzeskie zostały przejęte przez TVP3 Lublin
- od 19 października 1990 do 31 grudnia 1998 – to samo, tyle że województwa: krośnieńskie, rzeszowskie i przemyskie zostały przejęte przez TVP3 Rzeszów
- od 1 stycznia 1999 do 31 grudnia 2004 – województwa: świętokrzyskie i małopolskie (Radom i okolice zostały przejęte przez TVP3 Warszawa[40])
- od 1 stycznia 2005 do dziś – tylko województwo małopolskie (w województwie świętokrzyskim nadaje TVP3 Kielce)

Opracowano na podstawie materiału źródłowego.

### Nadajniki analogowe wyłączone w 2013 roku
| Typ obiektu | Nazwa obiektu           | Częstotliwość (MHz) | Kanał | Charakterystyka promieniowania | Polaryzacja | Moc (kW) | Data wyłączenia nadajnika |
| ----------- | ----------------------- | ------------------- | ----- | ------------------------------ | ----------- | -------- | ------------------------- |
| RTCN        | Kraków/Chorągwica       | 703,25 MHz          | 50    | dookólna (ND)                  | pozioma (H) | 500 kW   | 20 maja 2013              |
| RTON        | Tarnów/Góra św. Marcina | 759,25 MHz          | 57    | dookólna (ND)                  | pozioma (H) | 30 kW    | 22 kwietnia 2013          |
| RTCN        | Katowice/Kosztowy       | 639,25 MHz          | 42    | kierunkowa (D)                 | pozioma (H) | 10 kW    | 20 maja 2013              |
| RTON        | Szczawnica/Przehyba     | 183,25 MHz          | 7     | kierunkowa (D)                 | pozioma (H) | 0,5 kW   | 23 kwietnia 2013          |
| RTON        | Zakopane/Gubałówka      | 223,25 MHz          | 12    | kierunkowa (D)                 | pozioma (H) | 0,15 kW  | 22 kwietnia 2013          |
| TSR         | Dobra/Góra nad Kiwajami | 623,25 MHz          | 40    | kierunkowa (D)                 | pozioma (H) | 0,02 kW  | 20 maja 2013              |
| TSR         | Racławice/Wieś          | 751,25 MHz          | 56    | dookólna (ND)                  | pozioma (H) | 0,02 kW  | 20 maja 2013              |

Opracowano na podstawie materiału źródłowego.

### Nadajniki cyfroweDVB-T2MUX 3
3 czerwca 2020 roku wiele emisji przeniesiono na nowe częstotliwości w ramach tzw. refarmingu, czyli zwolnienia kanałów telewizyjnych na potrzeby telefonii komórkowej. 23 maja 2022 roku ze względu na zmianę standardu nadawania na DVB-T2/HEVC (nie dotyczyło to MUX 3 i MUX 8) w województwach łódzkim, małopolskim, opolskim, podkarpackim, śląskim, świętokrzyskim, w części województw lubelskiego i mazowieckiego oraz w pozostałej części wielkopolskiego uruchomiono nowe nadajniki albo zwiększono moc emisji z dotychczasowych nadajników. 19 grudnia 2023 roku zmieniono standard nadawania nadajników MUX 3 na DVB-T2/HEVC.

#### Stacje główne
| Województwo | Typ obiektu | Nazwa obiektu                | Częstotliwość (MHz) | Kanał | Charakterystyka promieniowania | Polaryzacja | Moc (kW) | Data uruchomienia nadajnika                                          |
| ----------- | ----------- | ---------------------------- | ------------------- | ----- | ------------------------------ | ----------- | -------- | -------------------------------------------------------------------- |
| małopolskie | RTCN        | Kraków/Chorągwica            | 482 MHz             | 22    | dookólna (ND)                  | pozioma (H) | 130 kW   | 11 października 2011 / 3 czerwca 2020 (przenosiny z kanału 50 na 22) |
| małopolskie | RTON        | Tarnów/Góra Świętego Marcina | 482 MHz             | 22    | dookólna (ND)                  | pozioma (H) | 50 kW    | 22 kwietnia 2013 / 3 czerwca 2020 (przenosiny z kanału 50 na 22)     |
| małopolskie | RTON        | Szczawnica/Przehyba          | 578 MHz             | 34    | kierunkowa (D)                 | pozioma (H) | 22 kW    | 23 kwietnia 2013                                                     |
| małopolskie | RTON        | Zakopane/Gubałówka           | 578 MHz             | 34    | kierunkowa (D)                 | pozioma (H) | 20 kW    | 22 kwietnia 2013                                                     |
| małopolskie | RTON        | Rabka/Luboń Wielki           | 482 MHz             | 22    | kierunkowa (D)                 | pozioma (H) | 9,8 kW   | 22 kwietnia 2013                                                     |
| śląskie     | RTCN        | Katowice/Kosztowy            | 482 MHz             | 22    | kierunkowa (D)                 | pozioma (H) | 5 kW     | 9 czerwca 2014                                                       |
| małopolskie | SLR         | Kraków/Krzemionki            | 482 MHz             | 22    | dookólna (ND)                  | pozioma (H) | 2,9 kW   | 20 maja 2013 / 3 czerwca 2020 (przenosiny z kanału 50 na 22)         |

#### Stacje doświetlające (TSR)
| Województwo | Nazwa obiektu                   | Częstotliwość (MHz) | Kanał | Charakterystyka promieniowania | Polaryzacja | Moc (kW) | Data uruchomienia nadajnika                                      |
| ----------- | ------------------------------- | ------------------- | ----- | ------------------------------ | ----------- | -------- | ---------------------------------------------------------------- |
| małopolskie | Gorlice/Maślana Góra            | 578 MHz             | 34    | kierunkowa (D)                 | pozioma (H) | 4,5 kW   | 7 października 2014                                              |
| śląskie     | Międzybrodzie/Góra Żar          | 482 MHz             | 22    | kierunkowa (D)                 | pozioma (H) | 4,47 kW  | 22 kwietnia 2013                                                 |
| małopolskie | Krynica/Góra Jaworzyna          | 578 MHz             | 34    | kierunkowa (D)                 | pozioma (H) | 2 kW     | 23 kwietnia 2013                                                 |
| małopolskie | Szczawnica/Góra Jarmuta         | 578 MHz             | 34    | kierunkowa (D)                 | pozioma (H) | 1 kW     | 22 kwietnia 2013                                                 |
| małopolskie | Sucha Beskidzka/Góra Sumerówka  | 482 MHz             | 22    | kierunkowa (D)                 | pozioma (H) | 0,083 kW | 22 kwietnia 2013                                                 |
| małopolskie | Wolbrom/Chełm                   | 482 MHz             | 22    | kierunkowa (D)                 | pozioma (H) | 0,05 kW  | 31 października 2014                                             |
| małopolskie | Niedzica/Góra Biała             | 578 MHz             | 34    | kierunkowa (D)                 | pozioma (H) | 0,041 kW | 23 kwietnia 2013                                                 |
| małopolskie | Stryszawa/Góra Wojewódka        | 482 MHz             | 22    | dookólna (ND)                  | pozioma (H) | 0,034 kW | 7 października 2014                                              |
| małopolskie | Stryszów/Góra Stryszów          | 482 MHz             | 22    | kierunkowa (D)                 | pozioma (H) | 0,03 kW  | 20 maja 2013 / 3 czerwca 2020 (przenosiny z kanału 50 na 22)     |
| małopolskie | Tylmanowa/Góra Matuszek         | 578 MHz             | 34    | kierunkowa (D)                 | pozioma (H) | 0,029 kW | 22 kwietnia 2013                                                 |
| małopolskie | Łapsze Wyżne/Góra Grandeus      | 578 MHz             | 34    | kierunkowa (D)                 | pozioma (H) | 0,028 kW | 22 kwietnia 2013                                                 |
| małopolskie | Piwniczna/Góra Kicarz           | 482 MHz             | 22    | kierunkowa (D)                 | pozioma (H) | 0,026 kW | 20 maja 2013 / 23 maja 2022 (przenosiny z kanału 34 na 22)       |
| małopolskie | Tylicz/Góra Horb                | 578 MHz             | 34    | kierunkowa (D)                 | pozioma (H) | 0,023 kW | 23 kwietnia 2013                                                 |
| małopolskie | Tymbark/Góra Podłopień          | 482 MHz             | 22    | kierunkowa (D)                 | pozioma (H) | 0,023 kW | 20 maja 2013 / 3 czerwca 2020 (przenosiny z kanału 50 na 22)     |
| małopolskie | Grybów/Góra Kamienna            | 482 MHz             | 22    | dookólna (ND)                  | pozioma (H) | 0,023 kW | 22 kwietnia 2013 / 3 czerwca 2020 (przenosiny z kanału 50 na 22) |
| małopolskie | Krynica/Góra Parkowa            | 578 MHz             | 34    | kierunkowa (D)                 | pozioma (H) | 0,022 kW | 23 kwietnia 2013                                                 |
| małopolskie | Gromnik                         | 482 MHz             | 22    | dookólna (ND)                  | pozioma (H) | 0,02 kW  | 22 kwietnia 2013                                                 |
| małopolskie | Nowy Sącz/Chruślice             | 578 MHz             | 34    | kierunkowa (D)                 | pozioma (H) | 0,02 kW  | 23 kwietnia 2013                                                 |
| małopolskie | Ochotnica Dolna/Góra Koci Zamek | 578 MHz             | 34    | kierunkowa (D)                 | pozioma (H) | 0,02 kW  | 23 kwietnia 2013                                                 |
| małopolskie | Zawoja/Góra Kolisty Groń        | 578 MHz             | 34    | kierunkowa (D)                 | pozioma (H) | 0,02 kW  | 20 maja 2013                                                     |
| małopolskie | Żegiestów Wieś/Góra Cypel       | 482 MHz             | 22    | dookólna (ND)                  | pozioma (H) | 0,016 kW | 23 kwietnia 2013                                                 |
| małopolskie | Poręba Wielka/wzn. Nowa Wieś    | 482 MHz             | 22    | kierunkowa (D)                 | pozioma (H) | 0,015 kW | 22 kwietnia 2013                                                 |
| małopolskie | Muszyna/Góra Malnik             | 578 MHz             | 34    | kierunkowa (D)                 | pozioma (H) | 0,015 kW | 23 kwietnia 2013                                                 |
| małopolskie | Męcina/Góra Wysokie             | 578 MHz             | 34    | kierunkowa (D)                 | pozioma (H) | 0,014 kW | 23 kwietnia 2013                                                 |
| małopolskie | Limanowa/Góra Lipowe            | 482 MHz             | 22    | kierunkowa (D)                 | pozioma (H) | 0,014 kW | 20 maja 2013 / 3 czerwca 2020 (przenosiny z kanału 50 na 22)     |
| małopolskie | Zawoja/Góra Miśkowcowa          | 578 MHz             | 34    | kierunkowa (D)                 | pozioma (H) | 0,013 kW | 20 maja 2013                                                     |
| małopolskie | Kamionka Wielka/Góra Dybówka    | 578 MHz             | 34    | kierunkowa (D)                 | pozioma (H) | 0,013 kW | 23 kwietnia 2013                                                 |
| małopolskie | Dobra/Góra Nad Kiwajami         | 482 MHz             | 22    | kierunkowa (D)                 | pozioma (H) | 0,012 kW | 20 maja 2013 / 3 czerwca 2020 (przenosiny z kanału 50 na 22)     |
| małopolskie | Żegiestów Zdrój/Góra Kiczera    | 482 MHz             | 22    | dookólna (ND)                  | pozioma (H) | 0,011 kW | 23 kwietnia 2013                                                 |
| małopolskie | Winiary                         | 482 MHz             | 22    | kierunkowa (D)                 | pozioma (H) | 0,01 kW  | 20 maja 2013 / 3 czerwca 2020 (przenosiny z kanału 50 na 22)     |
| małopolskie | Jabłonka/Góra Oskwarkowa        | 578 MHz             | 34    | kierunkowa (D)                 | pozioma (H) | 0,01 kW  | 22 kwietnia 2013                                                 |
| małopolskie | Krościenko/Góra Stajkowa        | 578 MHz             | 34    | kierunkowa (D)                 | pozioma (H) | 0,01 kW  | 22 kwietnia 2013                                                 |
| małopolskie | Racławice/Wieś                  | 482 MHz             | 22    | kierunkowa (D)                 | pozioma (H) | 0,01 kW  | 20 maja 2013 / 3 czerwca 2020 (przenosiny z kanału 50 na 22)     |
| małopolskie | Ochotnica Górna/Góra Utocze     | 578 MHz             | 34    | dookólna (ND)                  | pozioma (H) | 0,01 kW  | 23 kwietnia 2013                                                 |
| małopolskie | Łącko/Góra Cebulówka            | 482 MHz             | 22    | dookólna (ND)                  | pozioma (H) | 0,01 kW  | 23 kwietnia 2013 / 3 czerwca 2020 (przenosiny z kanału 50 na 22) |
| małopolskie | Rytro/Góra Cycówka              | 482 MHz             | 22    | kierunkowa (D)                 | pozioma (H) | 0,01 kW  | 20 maja 2013 / 3 czerwca 2020 (przenosiny z kanału z 58 na 22)   |

Opracowano na podstawie materiału źródłowego.

## Programy TVP3 Kraków
Ramówka obejmuje m.in. programy informacyjne z regionu, publicystyczne, przyrodnicze, reportaże, transmisje z mszy świętych, transmisje sportowe oraz relacje z koncertów, spektakli i wystaw.

### Programy własne (stan na lato 2022)
Informacje i publicystyka
- Kronika – program informacyjny
- Kronika sportowa – program informacyjny o tematyce sportowej
- Pogoda – prognoza pogody
- Kronika kulturalna – magazyn informacyjny o tematyce kulturalnej
- Tematy dnia (od 2018 roku) – program publicystyczny
- Bliżej polityki (od 2018 roku) – publicystyczne podsumowanie tygodnia

Kultura i sztuka
- Rzecz w kulturze (od 2020 roku) – magazyn kulturalny
- Szlak przydrożnych kapliczek (od 2021 roku)

Magazyny
- Jedź bezpiecznie (od 2003 roku) – magazyn edukacyjny dla kierowców
- Magazyn Medyczny (od 2017 roku) – magazyn dotyczący spraw medycznych
- Pod Tatrami (od 2018 roku) – magazyn informacyjny dotyczący Tatr
- Drugi dom (od 2022 roku) – magazyn mówiący o losach uchodźców z Ukrainy, którzy znaleźli schronienie w Polsce.
- Zdrowie dla Ciebie (od 2021 roku) – program porusza tematy związane ze zdrowiem, profilaktyką, prawami pacjentami, nowościami, które oferuje NFZ[60].
- Czas pogodnej jesieni (od 2020 roku) – magazyn poradnikowy dla starszych ludzi[61].
- Eko patent (od 2021 roku) – cykl poświęcony zdrowemu stylowi życia oraz promowaniu ekologii w życiu codziennym[62].

Gospodarka
- Gospodarni. Małopolski Magazyn Ekonomiczny (od 2022 roku) – przegląd gospodarczy wybranych powiatów i gmin Małopolski
- Kraków po kolei (od 2018 roku) – cykl reportaży dotyczący transportu kolejowego w Krakowie
- Kolej na kolej (od 2018 roku) – cykl reportaży dotyczący transportu kolejowego w Małopolsce

Reportaże
- Krzemionki 30. Przystanek Reportaż (od 2021 roku) – ogólnotematyczny cykl reportaży
- Niecodziennik (od 2018 roku) – magazyn informacyjny dotyczący Tarnowa

Sport
- Więcej sportu (od 2020 roku) – program publicystyczny o tematyce sportowej[65].

Religia
- W dobrej wierze (od 2020 roku) – program katolicki[66].

Rolnictwo
- Moja rola (od 2021 roku) – program rolniczy[67].

Programy kulinarne
- Spichlerz smaków (od 2020 roku) – program kulinarny[68]
- Na tropie przypraw. Pikantnie i słodko (od 2021 roku) – program podróżniczo-kulinarny[69]

### Programy nieemitowane w TVP3 Kraków (niepełna lista)
- Fundusze Europejskie są w Małopolsce (2021) – cykl reportaży poświęconych tematyce wykorzystanie funduszy europejskich w Małopolsce
- Budujemy sportowy Kraków (2021) – cykl reportaży poświęconych tematyce sportowej w Krakowie
- Kontrapunkt (dawniej: Tropiciele) – pasmo z reportażem lub dokumentem

### Programy TVP3 Kraków na antenach ogólnopolskich (niepełna lista)
Okres PRL-u
Uroczyście oddana od użytku w 1968 roku siedziba Telewizji Kraków na Krzemionkach pozwoliła rozwinąć skrzydła dzięki jej dwóm wielkim studiom. Pierwsze przedstawienia były przeniesieniami ze scen krakowskich teatrów i emitowane „na żywo”. Na lata 70. przypada okres rozkwitu krakowskiego Teatru TV, kiedy produkowano po kilkanaście spektakli rocznie. Sprzyjał temu potencjał artystyczny Krakowa: utalentowani aktorzy, znane teatry, wybitni inscenizatorzy i scenografowie (m.in. Konrad Swinarski, Tadeusz Kantor, Jerzy Jarocki, Józef Szajna) oraz ambitni kierownicy redakcji (Ireneusz Kasprzysiak, Krzysztof Miklaszewski, Zofia Śliwowa, Krystyna Szumilakowa). Tylko w rekordowym roku 1973 powstało 18 spektakli, 7 estrad poetyckich, 12 widowisk dla dzieci. W latach 60. i 70. zrealizowano m.in. takie tytuły, jak Wassa Żeleznowa Maksyma Gorkiego, Gracze Nikołaja Gogola, Warszawianka Stanisława Wyspiańskiego. W latach 80. liczba produkcji teatralnych była wprawdzie mniejsza, ale wciąż spora (np. w 1984 roku – 10 widowisk) i były one często wysoko oceniane i nagradzane. Między innymi pod koniec tej dekady i na początku następnej powstało kilka znakomitych spektakli w reżyserii Kazimierza Kutza. Oprócz kilkuset widowisk teatralnych powstało wiele znanych programów rozrywkowych, spośród których widzowie najlepiej pamiętają Spotkania z Balladą (1972–2006). Za ostoję dobrej rozrywki w latach 80. uchodził magazyn Kogel-mogel. Uznanym programem publicystycznym tych lat była dyskusja Polak – Polakowi (program Andrzeja Urbańczyka, Macieja Szumowskiego i Krzysztofa Turowskiego).
Po 1989 roku
W latach 1991–2006 nagrywano koncerty rockowe dla programów ogólnopolskich, przy wykorzystaniu zaplecza technicznego Studia w Łęgu. Dzięki temu uwieczniono w ten sposób dorobek muzyczny wielu świetnych polskich (i nie tylko) artystów i zespołów rockowych takich jak: Raz, Dwa, Trzy, Maanam, Republika, Urszula, Budka Suflera, Myslovitz, Golec uOrkiestra, Twinkle Brothers i Trebunie Tutki, Czerwone Gitary, Maryla Rodowicz, Bajm, No To Co i Michał Urbaniak.
W Krakowie powstało wiele programów rozrywkowych, w szczególności kabaretowych takich jak Marzenia Marcina Dańca – postaci z jego programu odzwierciedlały ludzkie charaktery i postawy społeczne, skecze kreowały aktualną rzeczywistość. W programach tych gościli między innymi: Piotr Gąsowski, Andrzej Poniedzielski, Michał Milowicz, Ewa Kuklińska, Henryk Sawka, Adrianna Biedrzyńska, Rudi Schuberth, Jan Pietrzak, Ryszard Rynkowski, Bohdan Smoleń, Krystyna Tkacz, Andrzej Sikorowski, Dorota Stalińska i Krzysztof Krawczyk; relacje z Przeglądu Kabaretów Amatorskich „PaKA” pod red. Krzysztofa Haicha, w cyklu tym wystąpiły wszystkie najbardziej znane kabarety – Pod Wyrwigroszem, Moralnego Niepokoju, Koń Polski, Ani Mru Mru, Grupa Rafała Kmity, Mumio i wiele innych. Telewizja Kraków realizowała w Mrągowie dla Dwójki widowiska estradowe z cyklu Mazurska Biesiada Kabaretowa w reż. Krzysztofa Jaślara.
Telewizja Kraków włączała się czynnie w medialną obsługę wszystkich wizyt papieskich w Polsce, co angażowało niemal wszyscy zatrudnionych i cały sprzęt techniczny ośrodka. To dzięki temu TVP posiada ogrom zasobów archiwalnych z wizyt Jana Pawła II i Benedykta XVI, z których korzystają z nich naukowcy, a także inne media z kraju i zagranicy.
Programy wyprodukowane dla TVP1
- Msza święta dla chorych – transmisja z Sanktuarium Bożego Miłosierdzia w Krakowie-Łagiewnikach (w piątki po 17:00 także na antenie TVP3 Kraków)
- Miliard w rozumie (1993-2005) – teleturniej
- Przybysze z Matplanety (1983-1984) – program edukacyjny
- Cienie PRL-u (2008) – program publicystyczny
- Lippy and Messy (2003-2006) – nauka języka angielskiego dla dzieci
- Domowe Abecadło

Programy wyprodukowane dla TVP2
- Postaw na milion (od 2011 roku) – teleturniej
- Kabaretowa scena Dwójki (2004-2007) – program kabaretowy
- Kabaretowy Klub Dwójki (2009-2012) – program kabaretowy
- Tak to leciało! (2008-2012) – teleturniej muzyczny
- Ulica Sezamkowa (wersja polska) (1997-1998) – edukacyjny serial dla dzieci
- Spotkanie z Balladą (1972-1990, 1993-2006)
- Rodzina Trendych (2008) – program kabaretowy w konwencji serialu
- Mój pierwszy raz (2005-2007) – program rozrywkowy
- Podróże z żartem (2006-2008) – program rozrywkowy
- SmaczneGO! (2007-2008) – kulinarne show
- Klinika Pod Wyrwigroszem – program kabaretowy
- Makłowicz w podróży

Programy wyprodukowane dla TVP3/TVP Info
- Pod Tatrami (od 2018 roku) – magazyn informacyjny dotyczący Tatr (także w TVP Polonia)
- Ślizg – magazyn narciarski nadawany zimą (także w TVP Polonia)
- Koronka do Miłosierdzia Bożego (od 2020 roku) – transmisja z Sanktuarium Bożego Miłosierdzia w Krakowie-Łagiewnikach (TVP3, w piątki tuż po Mszy Świętej także na antenie TVP3 Kraków)
- Zdrowie dla Ciebie (od 2021 roku) – magazyn dotyczący spraw medycznych.
- Na tropie przypraw. Pikantnie i słodko (od 2021 roku) – program podróżniczo-kulinarny[69].
- Etniczne klimaty (2002-2013) – magazyn poświęcony mniejszościom narodowym i etnicznym
- Światowiec (2007) – magazyn podróżniczy (także w TVP Polonia)
- Młodzież kontra... czyli pod ostrzałem (2001-2018) – program publicystyczny nadawany na żywo z udziałem młodzieżówek partii politycznych.
- 3 na 6
- akademia.pl
- Samo niebo
- Strefa zrzutu
- Europa w zagrodzie

## Oprawa graficzna TVP3 Kraków

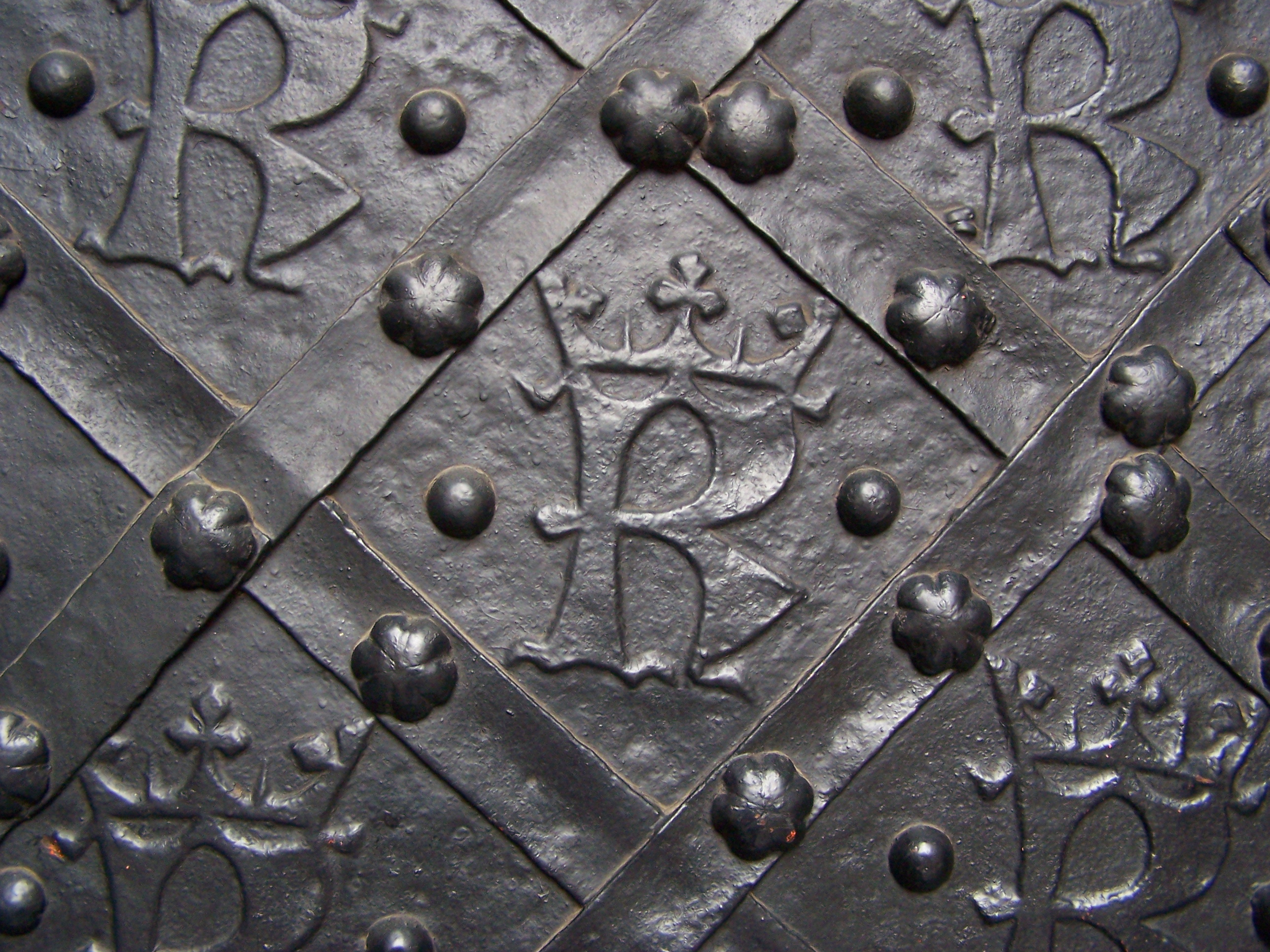
Wzór na drzwiach katedry wawelskiej wykorzystywany w oprawie graficznej Telewizji Kraków z lat 90. oraz 2016 - 2023 (w niektórych identach), a takżw w planszy wywoławczej i pauzy własnej nadawanej na paśmie lokalnym TVP2 (do 30.12.2010) i od 1 marca 2024 roku także w czołówce programu informacyjnego „Kronika".

### Plansza wywoławcza i sygnał Telewizji Kraków
Plansza wywoławcza, która została zaprojektowana przez Wiktora Zina, przedstawiała fragment drzwi katedry wawelskiej oraz napis Telewizja Kraków podzielony na dwa wiersze. Sygnał wywoławczy był oparty na melodii Krakowiaczka wesół i szczęśliwego (muz. St. Moniuszko, sł. E. Wasilewski). Na przestrzeni lat zmieniał się krój liter. Początkowo oba wiersze były zapisane wersalikami, a w późniejszej wersji tylko napis Kraków.
Od 1977 roku planszę wyświetlano w kolorze brązowym. W 1994 roku plansza została zmodyfikowana – po lewej stronie planszy znajdowało się ówczesne logo ośrodka, a obok napis Telewizja Kraków zapisany wersalikami i podzielony na dwa wiersze. Plansza była emitowana przed rozpoczęciem i po zakończeniu programów lokalnych w Dwójce do 30 grudnia 2010 roku, nierzadko także przed programami emitowanymi na antenach ogólnopolskich.

Kolorowa wersja planszy wywoławczej Telewizji Kraków używana do 1994 roku.
Planszy wywoławcza Telewizji Kraków używana od 1994 roku do 2010 roku.

### Logo TVP3 Kraków
| Okres obowiązywania               | Opis | Ilustracja |
| --------------------------------- | --- | ---------- |
| 31 grudnia 1993 – jesień 2000     | Stylizowana litera K z koroną. Na ekranie logo było w czarnej obwódce w paśmie wspólnym, a podczas pasm lokalnych Dwójki w czarnym kwadracie. Logo było w prawym górnym rogu. W prasie i w planszy wywoławczej obok loga był napis TELEWIZJA KRAKÓW. Od 1 marca 2024 roku logo (bez towarzyszącego mu napisu) powróciło jako element czołówki programu imformacyjnego „Kronika" nadawanego przez TVP3 Kraków.. |            |
| jesień 2000 – 2001                | Logo TV Kraków, obok niego litery czerwona T, zielona V, i niebieska P. Pod spodem niebieska łyżwa (nad nim napis Kraków), a obok łyżwy cyfra 3. |            |
| 2001 – 6 marca 2003               | Logo podobne do poprzedniego, z tym że usunięto z niego „łyżwę” i rozszerzono napis Kraków. |            |
| 7 marca 2003 – 30 listopada 2007  | Na zielonym tle logo TVP3, pod spodem napis Kraków. Na ekranie logo krystaliczne (od 6 października do 30 listopada 2007 bez 3). |            |
| 1 grudnia 2007 – 31 sierpnia 2013 | Logo podobne do TVP Info – zamiast napisu INFO jest napis Kraków. |            |
| 1 września 2013 – 1 stycznia 2016 | Białe logo TVP, poniżej napis Kraków; wszystko na zielonym tle. Logo występuje także w odwrotnej wersji kolorystycznej. |            |
| od 2 stycznia 2016 roku           | Logo podobne do tego z lat 2003–2007. Na granatowym polu logo TVP3. Pod nim większy niż wcześniej napis Kraków. Od 12 stycznia 2023 roku logo na ekranie jest mniejsze. |            |

## Dyrektorzy TVP3 Kraków
| okres pełnienia funkcji | okres pełnienia funkcji | imię i nazwisko                     |
| od                      | do                      | imię i nazwisko                     |
| ----------------------- | ----------------------- | ----------------------------------- |
| 1961                    | 31 marca 1962           | Czesław Berenda                     |
| 1 kwietnia 1962         | 15 września 1966        | Henryk Kaźmierczak                  |
| 1 sierpnia 1966         | 30 września 1971        | Wiesław Molik                       |
| 1 października 1971     | 30 kwietnia 1977        | Ryszard Karwicki                    |
| 1 maja 1977             | 15 października 1980    | Zdzisław Ubermann                   |
| 15 października 1980    | 15 lipca 1983           | Andrzej Urbańczyk                   |
| 15 lipca 1983           | 31 grudnia 1983         | Jerzy Ossowski                      |
| 1 stycznia 1984         | 10 maja 1990            | Witold Waśniewski                   |
| 10 lutego 1990          | 18 lutego 1991          | Kazimierz Kutz                      |
| 18 lutego 1991          | 31 sierpnia 1991        | Artur Janicki                       |
| 1 września 1991         | 15 lutego 1992          | Jan Franczyk                        |
| 15 lutego 1992          | 21 stycznia 1993        | Łukasz Plesnar                      |
| 21 stycznia 1993        | 10 marca 1994           | Krzysztof Jasiński                  |
| 10 marca 1994           | 6 maja 1994             | Bogusław Nowak (p.o. dyrektora)     |
| 7 maja 1994             | 17 maja 1999            | Tomasz Jachna                       |
| 17 maja 1999            | 31 sierpnia 1999        | Marian Wojewoda (p.o. dyrektora)    |
| 1 września 1999         | 21 czerwca 2000         | Janusz Solarz                       |
| 1 lipca 2000            | 20 września 2000        | Andrzej Czapliński (p.o. dyrektora) |
| 21 września 2000        | 28 listopada 2000       | Jarosław Habdas (p.o. dyrektora)    |
| 28 listopada 2000       | 30 czerwca 2004         | Andrzej Jeziorek                    |
| 1 lipca 2004            | 31 grudnia 2006         | Bogusław Nowak                      |
| 1 stycznia 2007         | 21 stycznia 2009        | Witold Gadowski                     |
| 21 stycznia 2009        | 12 lutego 2010          | Bogdan Wasztyl (p.o. dyrektora)     |
| 12 lutego 2010          | 4 lipca 2011            | Jan Rojek                           |
| 4 lipca 2011            | 24 lutego 2016          | Leszek Dziura                       |
| 25 lutego 2016          | 1 stycznia 2017         | Piotr Legutko                       |
| 1 stycznia 2017         | 2 marca 2017            | Marek Szczepanek (p.o. dyrektora)   |
| 2 marca 2017            | 20 września 2018        | Bogdan Wasztyl                      |
| 20 września 2018        | 28 grudnia 2023         | Rafał Marek                         |
| 28 grudnia 2023         | 25 stycznia 2024        | Alicja Popiel (p.o dyrektora).      |
| 25 stycznia 2024        |                         | Ewa Godlewska-Jeneralska            |

Opracowano na podstawie materiału źródłowego.